# Tanah Pak Lambik
Tanah Pak Lambik is een bestuurslaag in het regentschap Padang Panjang van de provincie West-Sumatra, Indonesië. Tanah Pak Lambik telt 1737 inwoners (volkstelling 2010).